# Erwin Liek

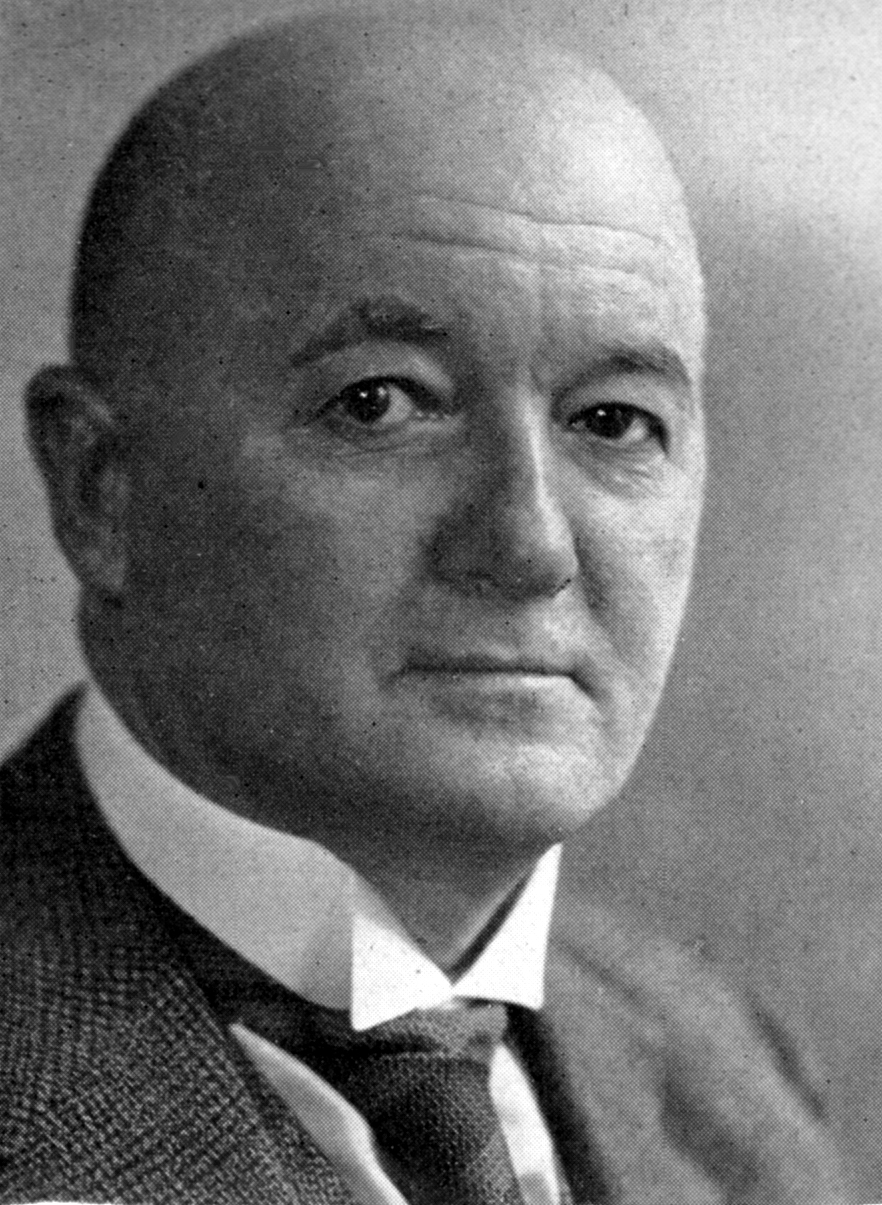
Erwin Liek

Erwin Liek (* 13. Mai 1878 in Löbau in Westpreußen; † 12. Februar 1935 in Berlin) war ein deutscher Arzt und Publizist.

## Leben
Liek studierte von 1896 bis 1902 Medizin an den Universitäten Freiburg im Breisgau und Königsberg, wo er 1902 promoviert wurde. Nach einem Jahr als Schiffsarzt, das ihn nach Togo, Kamerun, Süd- und Nordamerika führte, war er Assistenzarzt in Wiesbaden, Greifswald und Danzig, wo er 1909 eine eigene chirurgische und gynäkologische Privatklinik eröffnete.
Während des Ersten Weltkrieges war er als Stabsarzt an der Ost- und Westfront chirurgisch tätig und nahm nach Kriegsende seine Danziger Praxis wieder auf. Im Jahr 1931 verkaufte er diese Klinik.
Ab 1925 trat Liek auch als Publizist hervor, seine Themen waren vor allem die Beziehung zwischen Naturheilkunde und „Schulmedizin“ (Das Wunder in der Heilkunde, Lehmann, München) und die ärztliche Ethik (Der Arzt und seine Sendung, J. F. Lehmanns Verlag, München 1926; 9. Auflage ebenda 1933).
Hier schreibt er:

„Das Staatsexamen, darüber müssen wir uns einmal klar sein, macht wohl den Mediziner, niemals aber den Arzt. Zum Arzt wird man geboren oder man ist es nie. Gütige Götter legen ihm Gaben in die Wiege, die nur geschenkt, niemals aber erworben werden können. Was unsern Blick trübt, nicht nur auf dem Gebiet der Heilkunde, ist die maßlose Überschätzung des formalen Wissens, die Nichtachtung oder gar Verachtung geistiger und seelischer Einflüsse seitens der exakten Forscher. Sehen wir uns doch einmal um in der Geschichte. Wir werden viele große Ärzte finden, die nicht ein Semester Medizin studiert haben. Man lese einmal, gerade als gereifter Mann, die Evangelien. War nicht Christus ein Arzt ganz hohen Grades, ein Psychotherapeut, neben dem unsere aufgeblähten Analytiker ganz, ganz winzig erscheinen. Und wodurch wirkte Christus? Genau noch wie heute jeder wahre Arzt, durch die bezwingende Menschlichkeit. […] Glaubt man im Ernst, daß Émile Coué ein Schwindler war, daß er nicht unzähligen Kranken, bei denen die Schulmedizin versagte, Hilfe gebracht hat? Hatten nicht Laien wie Prießnitz und Hessing eine ganz vortreffliche ärztliche Beobachtungsgabe wußten sie nicht ihre Gedanken in helfende Tat umzusetzen? Und Hand aufs Herz – wir sind ja unter uns –, steckt nicht in jedem von uns staatlich approbiertem Arzte ein gut Teil Kurpfuscher?“

Stark ablehnend stand Liek der gesetzlichen Krankenversicherung gegenüber:

„Ein Gang durch die Straßen einer Großstadt zeigt uns die prächtigen Verwaltungsgebäude der Kassen. Welch unverzeihlicher Luxus in diesen Dingen getrieben wird, das haben uns erst vor kurzem Zusammenstellungen in den Ärztlichen Mitteilungen gezeigt […]. Von unverzeihlichem Luxus muß man aus dem Grunde sprechen, weil die Kosten aus den Taschen der kümmerlich bezahlten Arbeiter und der gequälten Wirtschaft stammen. […] Aber auch dort, wo prunkvolle Ausstattungen, wo Klubsessel, Maybach-Wagen und fürstliche Gehälter fehlen, wie zum Beispiel in den meisten Landeskrankenkassen, kostet der Apparat viel Geld. Man denke nur an den unermeßlichen Haufen beschriebenen und bedruckten Papiers, der Tag für Tag auf die unglücklichen Kassenärzte niederregnet...“

Liek begrüßte schon im Jahr 1926 Eugenik und Euthanasie. Idioten und Epileptiker brauche man nicht in Musteranstalten zu pflegen, während gesunde Volksgenossen weder Obdach noch Arbeit fänden.
Im Jahr 1928 gründete Liek die allgemeinmedizinische, im Sinne damaliger Einheitsbestrebungen anfangs Mediziner, Medizinhistoriker, Homöopathen, Psychologen und Parapsychologen vereinende Zeitschrift Hippokrates, die Homöopathie und gesunder Ernährung aufgeschlossen gegenüberstand und an der Ärzte wie Bernhard Aschner, Eugen Bircher und der Medizinhistoriker Henry E. Sigerist mitarbeiteten. Ab 1932 lebte Liek als freier Schriftsteller in Berlin. Liek und seine Reformbestrebungen wurden von den Nationalsozialisten nach 1933 als grundlegend für eine Erneuerung des ärztlichen Standes angesehen, obwohl Liek nie Mitglied der NSDAP gewesen war. Ab 9. April 1936 wurde die Zeitschrift Hippokrates offizielles Organ der Reichsarbeitsgemeinschaft für eine Neue Deutsche Heilkunde. Die Leitung des Rudolf-Heß-Krankenhauses in Dresden lehnte Liek aus gesundheitlichen Gründen ab.

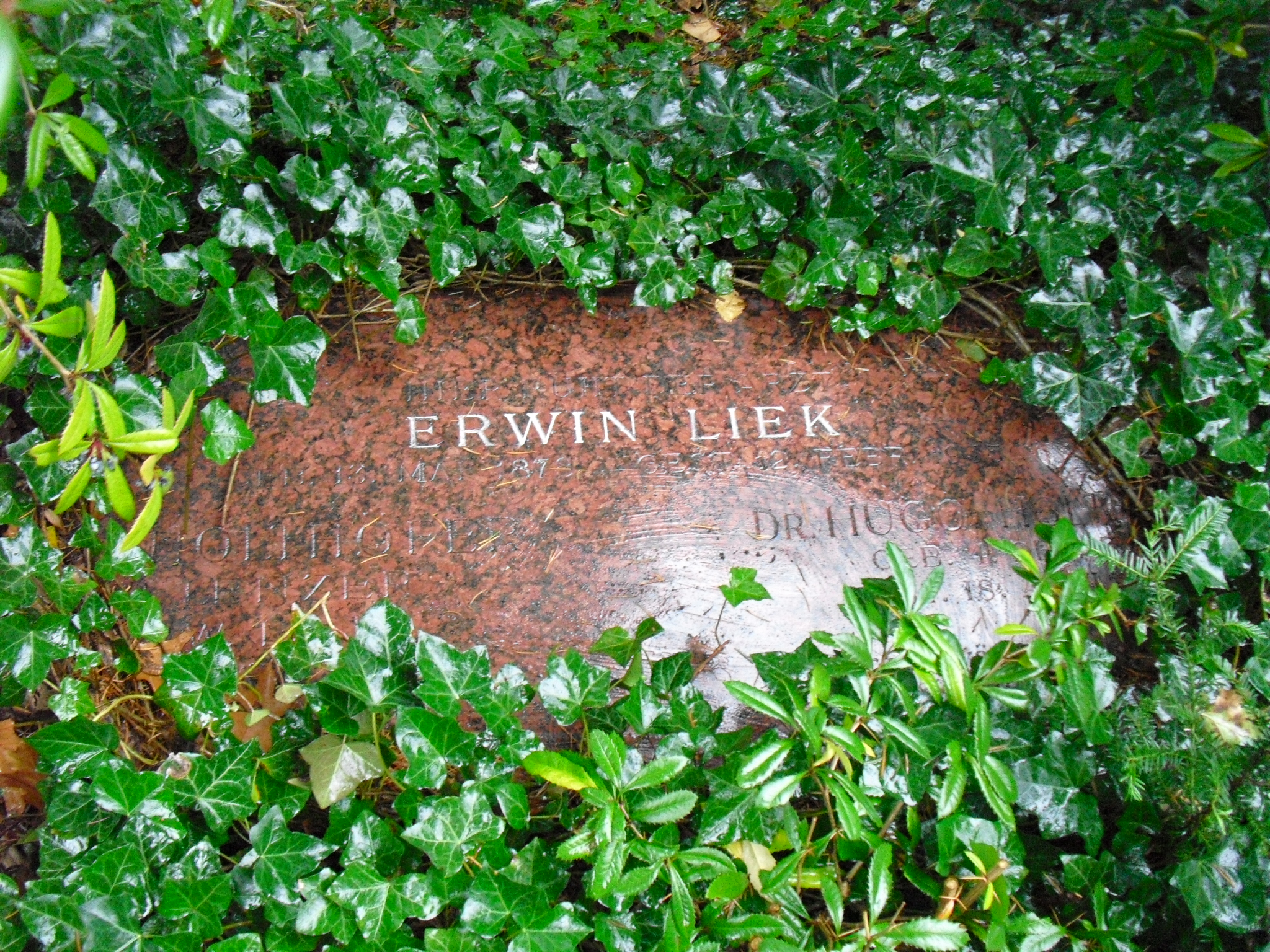
Erwin Lieks Grabstein auf dem Friedhof Heerstraße in Berlin-Westend

Erwin Liek starb im Februar 1935 im Alter von 56 Jahren in Berlin. Sein Grab befindet sich auf dem landeseigenen Friedhof Heerstraße in Berlin-Westend.
Nach seinem Tode wurde das Humboldt-Krankenhaus in Berlin-Reinickendorf nach ihm benannt, das nach 1945 wieder seinen alten Namen erhielt.

## Werke
- Literatur von und über Erwin Liek im Katalog der Deutschen Nationalbibliothek